# Hum Paanch (serie de TV)
Hum Paanch (en español: "Nosotras cinco") es una comedia india que se emitió por primera vez en 1995. Estuvo en antena hasta 1999. La serie fue emitida por segunda vez en 2005 y estuvo en antena hasta mediados de 2006. Está considerada como una de las comedias favoritas de todos los tiempos junto con Dekh Bhai Dekh. Los actores principales de la serie - Ashok Saraf, Vidya Balan, Rakhee Tandon, Bhairavi Raichura y Vandana Pathak - alcanzaron el estrellato de la noche a la mañana y se convirtieron en iconos de la televisión. 

## Trama
Hum Paanch es la historia de un trabajador de cuello blanco de clase media, Anand Mathur, que siempre se encuentra en problemas debido a sus cinco hijas: Meenakshi, Radhika, Sweety, Kajal y Chhoti. Las tres hijas mayores son hijas de su primera esposa. Las dos últimas son hijas de Anand y Bina. 
- Anand Mathur asistió a la Escuela Municipal Kallubhai Lallubhai Koylawala en su infancia y más tarde recibió su B.A. con excelentes resultados (primera clase). Trabaja como representante de ventas en una fábrica de medicamentos. Anand Mathur se casó con su segunda esposa, Bina Mathur, el 17 de enero.
- Bina Mathur es de un pueblo llamado Baliya. Su nombre completo es Binadevi Anandkumar Janardhan Prasad Mathur. Cuando Anand Mathur fue a la casa de Bina para su petición de mano, sus tres hijas mayores iban con él. Según Bina, se casó con Anand porque las tres hijas herían su ego y quería vengarse de ellas. Al verla por primera vez, Meenakshi comparó a Bina con un altavoz que crearía contaminación sonora en sus vidas. Radhika vio a Bina como la actriz Mala Sinha que interpretaba a una mujer analfabeta en una película. Sweety dijo que Bina perdería el título de Miss Uttar Pradesh, aunque Bina fuera la única concursante. Después de casarse con Anand, Bina se enamoró de sus hijastras y se olvidó de sus penas. Más tarde, Bina revela a sus hijas que su primer amor fue Abhi, quien la dejó para irse a trabajar en una mina de diamantes en África, que es otra razón por la que se casó con Anand.
- Meenakshi, la hija mayor, es feminista y a menudo sueña con traer un gran cambio en la sociedad. Su marido Purush es un ghar jamai.
- Radhika es inteligente, rarita y friKi. Usa un audífono y tiene el hábito de chocar con puertas, paredes, estatuas, personas, etc.
- Sweety es una belleza sin cerebro, cuyo único propósito en la vida es casarse con Shahrukh Khan y convertirse en una actriz o modelo. Ssiente que es su deber ir a abrir la puerta de la casa cada vez que suena el timbre. Sweety tiene una discípula, Babli, que la adora y adora. Babli es la jefa de Anand Mathur, la hija de Popatlal. Sweety es la autora de la novela Diosa de las grandes cosas que ha escrito con la ayuda de Babli.
- Kajal es una marimacho que se viste de niño y se mete en peleas a puñetazos con matones y rufianes
- Chhoti, la más joven, es una chismosa. Es aclamada como una encarnación de la actriz Meena Kumari por el pueblo de Baliya y tiene un templo dedicado a ella misma.

Juntas, las cinco chicas planean hacer algo nuevo en cada episodio. La primera esposa de Anand, que ha muerto, les habla a través de su retrato en la pared de la sala; su segunda esposa, Bina, generalmente apoya las ideas de las hijas. El programa fue un éxito rotundo, ayudando a la implantación de Zee TV. 
Cuando el espectáculo regresó por segunda temporada, Anand había regresado de una larga estancia en los Estados Unidos. Meenakshi y Radhika estaban casadas, Meenakshi estaba casada con Purush, a quien trata como a un sirviente y le grita. Radhika está casada con Daljeet Singh a quien la otra hermana llama 'Pape'. Él es un científico e inventa muchas cosas que meten a las chicas en problemas. Tiene un problema de olvido - olvida los nombres de las personas y las cosas básicas. La hija de Meenakshi es conocida como Damini, y la hija de Radhika se llama Gudiya.

## Reparto

### Primera temporada
- Ashok Saraf como Anand Mathur
- Priya Tendulkar como la primera esposa de Anand
- Shoma Anand como Bina Mathur
- Vandana Pathak como Meenakshi Mathur # 1
- Kavita Rathod como Meenakshi Mathur # 2 (reemplazando a Vandana Pathak)
- Ritu Deepak como Meenakshi Mathur # 3 (reemplazando a Kavita Rathod y Vandana Pathak)
- Neelam Sagar como Meenakshi Mathur # 4 (reemplazando a Ritu Deepak)
- Amita Nangia como Radhika Mathur # 1
- Vidya Balan como Radhika Mathur # 2 (reemplazando a Amita Nangia )
- Sujata Sanghamitra como Radhika Mathur # 3 (reemplazando a Vidya Balan)
- Rakhi Vijan como Sweety Mathur
- Bhairavi Raichura como Kajal Mathur, también conocido como Kajal Bhai
- Priyanka Mehra como Chhoti # 1
- Aishwarya Duggal como Chhoti # 2 (reemplazando a Priyanka Mehra)
- Anna Khan como Chotti # 3 (reemplazando a Aishwarya Duggal)
- Aruna Sangal como Pooja
- Jatin Kanakia como Sunil
- Suchitra Bandekar como Babli
- Rajendra Nath / Jeetendra Bharadwaj como Popatlal, el jefe de Aanand

### Segunda temporada
- Ashok Saraf como Anand Mathur
- Sudha Chandran como la primera esposa de Anand
- Shoma Anand como Bina Mathur
- Vandana Pathak como Meenakshi Mathur
- Pamela Mukherjee como Radhika Mathur
- Rakhi Vijan como Sweety Mathur
- Bhairavi Raichura como Kajal Mathur, también conocido como Kajal Bhai
- Pushtiie Shakti como Chhoti
- Suchitra Bandekar como Babli
- Aruna Sangal como Pooja
- Sharad Sharma como Kadar Bhai
- Javed Pathan como Khaliya
- Ali Asghar como Purush

## Nueva versión
Una nueva versión de Hum Paanch Phir se emitió en Big Magic desde el 19 de junio de 2017 hasta el 1 de marzo de 2018 con un nuevo reparto y producida por Essel Vision Productions. El reparto incluía a Sooraj Thapar como Anand Mathur, Seema Pandey como Bina Mathur, Vaishnavi Mahant como Priya, Jayashree Venkataramanan como Kajal, Ambalika Sapra como Radhika, Sylvia Chadha como Sweety, Ruchi Tripathi como Meeenakshi y Rimmi Srivastava como Chhoti